# 1987 في ألمانيا
فيما يلي قوائم الأحداث التي وقعت خلال عام 1987 في ألمانيا.

## سياسة

### تعيين في المنصب
- 1 يناير – راينر بروديرله عضو مجلس الشورى الموحد في راينلاند بالاتينات،وزير دولة ‏.
- 1 يناير – مارتن شولتز mayor  [لغات أخرى]‏.
- 25 يناير – مارتن بانغيه مان عضو في البوندستاغ الألماني.
- 18 فبراير – ريتا زوسموت عضو في البوندستاغ الألماني.
- 12 مارس – يورغين موليمان وزير اتحادي  [لغات أخرى]‏.
- 15 مايو – فالتر فالمان رئيس البوندسرات.

### انتهاء فترة المنصب
- 1 يناير – هلموت شميت عضو في البوندستاغ الألماني.
- 14 يونيو – فيلي براندت رئيس الحزب الديمقراطي الاجتماعي الألماني ‏.
- 31 أكتوبر – فالتر فالمان رئيس البوندسرات.

## رياضة
- 17 مايو – جائزة ألمانيا الكبرى للدراجات النارية 1987
- 26 يوليو – جائزة ألمانيا الكبرى 1987 الفائز نيلسون بيكيه.

## أفلام
من الأفلام التي صدرت هذه السنة في ألمانيا:
- 1 يناير – مقهى بغداد من إخراج بيرسي أدلون.
- 17 مايو – وينجز اوف ديزاير من إخراج فيم فيندرز.
- 26 يونيو – سبيسبولز من إخراج ميل بروكس.

## برامج ومسلسلات وأنمي
- فيردي

## مواليد

### يناير
- 8 يناير – كارمن كلاشكا لاعبة كرة مضرب ألمانية.
- 14 يناير – أندريه مانغولد لاعب كرة سلة ألماني.
- 14 يناير – دينيس آوغو لاعب كرة قدم ألماني.
- 23 يناير – ألكسندر باوميوهان لاعب كرة قدم ألماني.

### فبراير
- 9 فبراير – ماغدالينا نيونر
- 13 فبراير – رينيه اندرز دراج ألماني.
- 14 فبراير – نيلس فيشر لاعب كرة قدم ألماني.

### مارس
- 4 مارس – دومينيك ماروه لاعب كرة قدم سلوفيني.
- 10 مارس – أندرياس لوثه لاعب كرة قدم ألماني.
- 17 مارس – باتريك إبيرت لاعب كرة قدم ألماني.
- 19 مارس – ياسين أوزتكين لاعب كرة قدم تركي.
- 25 أبريل – مارسيل هوتيكه لاعب كرة قدم ألماني.

### أبريل
- 2 أبريل – ماتياس باشينجر لاعب كرة مضرب ألماني.
- 4 أبريل – سامي خضيرة لاعب كرة قدم ألماني.
- 7 أبريل – باتريك جريتش درّاج طريق ألماني.
- 14 أبريل – كورينا بيركوفيتش لاعبة كرة مضرب ألمانية.
- 20 أبريل – ثورستن كيرشبوم لاعب كرة قدم ألماني.
- 24 أبريل – سيردار تاشي لاعب كرة قدم ألماني.
- 25 أبريل – مارسيل هوتيكه لاعب كرة قدم ألماني.
- 28 أبريل – روبن شولز دي جي ألماني.

### مايو
- 9 مايو – تيري راينتكه سياسية ألمانية.
- 26 مايو – أولكاي شاهان لاعب كرة قدم تركي.
- 27 مايو – روبيرت تيتشه لاعب كرة قدم ألماني.
- 31 مايو – سيركان شاي أوغلو ممثل تركي.

### يونيو
- 10 يونيو – مارتن هارنيك لاعب كرة قدم نمساوي.
- 10 يونيو – يانا كراوس لاعبة كرة يد ألمانية.
- 11 يونيو – غونزالو كاسترو لاعب كرة قدم إسباني.
- 19 يونيو – روبن سميولديرس لاعب كرة سلة ألماني.
- 26 يونيو – ماكسيميليان ليفي دراج ألماني.

### يوليو
- 1 يوليو – دومينيك تشميدت لاعب كرة قدم ألماني.
- 3 يوليو – سباستيان فيتل سائق فورمولا 1 ألماني.
- 13 يوليو – هندريك هيلمكه لاعب كرة قدم ألماني.
- 17 يوليو – دانييل براندز لاعب كرة مضرب ألماني.
- 27 يوليو – روبيك غاسيمي نوباخت لاعب كرة قدم ألماني.
- 27 يوليو – يويليان ماقيلدزمان

### أغسطس
- 7 أغسطس – روفين ساتيلماير لاعب كرة قدم ألماني.
- 8 أغسطس – تاتيانا ماريا لاعبة كرة مضرب ألمانية.
- 19 أغسطس – نيكو هولكينبيرغ سائق سيارة سباق ألماني.

### سبتمبر
- 1 سبتمبر – كريستيان تريش لاعب كرة قدم ألماني.
- 11 سبتمبر – براق كاران لاعب كرة قدم ألماني.
- 20 سبتمبر – مورتين ينسين لاعب كرة قدم ألماني.
- 21 سبتمبر – مارفن المان لاعب كرة قدم ألماني.
- 26 سبتمبر – بيير دي ويت لاعب كرة قدم ألماني.

### أكتوبر
- 11 أكتوبر – باتريك فابيان لاعب كرة قدم ألماني.
- 19 أكتوبر – رومي تارانغول لاعبة جودو ألمانية.
- 21 أكتوبر – ستيفاني بول دراجة ألمانية.

### نوفمبر
- 13 نوفمبر – فيليكس روث لاعب كرة قدم ألماني.
- 19 نوفمبر – تيم بوتز لاعب كرة مضرب ألماني.
- 29 نوفمبر – ساندرو فاغنر لاعب كرة قدم ألماني.

### ديسمبر
- 4 ديسمبر – دايفيد يانسن لاعب كرة قدم ألماني.
- 11 ديسمبر – فابيان جونسون
- 14 ديسمبر – يوهان فلوم لاعب كرة قدم ألماني.
- 18 ديسمبر – أندرياس لوبيتز
- 20 ديسمبر – لولا بلانك
- 28 ديسمبر – ماثياس تشفارز لاعب كرة قدم ألماني.
- 29 ديسمبر – كيم بيركه لاعبة كرة يد ألمانية.

## وفيات

### مارس
- 1 مارس – فولفغانغ سيدل (مواليد 1926)

### يونيو
- 12 يونيو – بول جينس (مواليد 1912) لاعب كرة قدم ألماني.
- 14 يونيو – تشارلز بلوخ (مواليد 1921) مؤرخ فرنسي.

### يوليو
- 25 يوليو – فريتز لانج (مواليد 1899) فيزيائي ألماني.

### أغسطس
- 7 أغسطس – ألفريد أوتو شفيده (مواليد 1915) مترجم ألماني.
- 11 أغسطس – والتر هرمان (مواليد 1910) فيزيائي ألماني.
- 26 أغسطس – جورج فيتيغ (مواليد 1897) كيميائي ألماني.

### أكتوبر
- 10 أكتوبر – جريتل براون (مواليد 1915) شقيقة إيفا بروان.
- 26 أكتوبر – ألبرشت بيترز (مواليد 1924)

### نوفمبر
- 14 نوفمبر – فريدريش بوب (مواليد 1909) فيزيائي ألماني.

### ديسمبر
- 9 ديسمبر – إرنست أوغسطس أمير هانوفر (مواليد 1914)